# Johann Nepomuk Hautmann

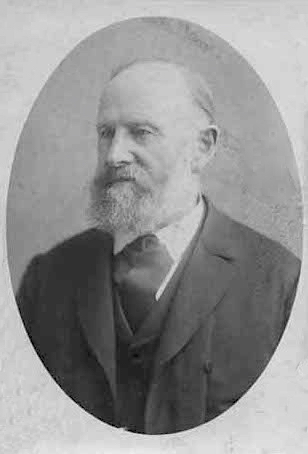
Johann Ferdinand Hautmann, Porträt um 1890

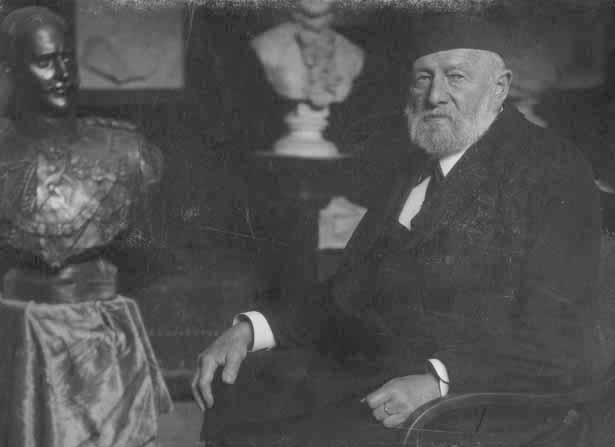
Der Bildhauer Johann Nepomuk Hautmann um 1890 im Atelier umgeben von Büsten

Johann Nepomuk Hautmann (* 21. April 1820 in München; † 30. Januar 1903 in München) war ein bayerischer Bildhauer.

## Leben
Hautmann entstammte einer bayerischen Bildhauer- und Steinmetzfamilie und wurde als Sohn des Steinmetzes Joseph Hautmann geboren. Ab dem 9. Dezember 1838 studierte er an der Königlichen Akademie der bildenden Künste München. Seine Lehrer waren Ludwig Schwanthaler (1802–1848) und Konrad Eberhard (1768–1859). Im April 1842 schloss er sein Studium ab. Von 1848 bis 1865 war er Vorsteher des Schwanthaler-Museums in München, eines der ersten Künstlermuseen Deutschlands.
Hautmann führte eine eigene Bildhauer-Werkstatt in München. König Maximilian II. Joseph (1811–1864), ein Förderer der Wissenschaft und der Künste in Bayern, ernannte ihn zum Hofbildhauer. Hautmann genoss auch die besondere Protektion von König Ludwig II. Auf dessen Wunsch reiste Hautmann zu Studienzwecken nach Paris und Versailles und fertigte im Februar 1867 in seinem Auftrag aus Anlass seiner Verlobung eine Porträtbüste von Herzogin Sophie in Bayern an.
In den 1870er Jahren schuf Hautmann Heiligenfiguren im Augsburger Dom und in der Pfarrkirche St. Jakob in Friedberg (Bayern). In den Jahren von 1873 bis 1877 war er mit Arbeiten für das Schloss Linderhof, die „Königliche Villa“ Ludwigs II. im oberbayerischen Ettal beauftragt. In den 1880er Jahren erhielt er Aufträge für verschiedene Skulpturen im Schloss und Park von Herrenchiemsee. Seine bekanntesten Werke sind der Latona-Brunnen sowie die Jagdtiergruppe vor dem Schloss Herrenchiemsee. Beide Arbeiten orientieren sich an teils gleichnamigen Vorbildern in Versailles.
1886 fertigte Hautmann die Totenmaske des König Ludwigs II. an. Nach dessen Tod blieben entsprechende Zahlungen und Folgeaufträge aus, weshalb Hautmann im Jahr 1891 in Konkurs ging.
Im Jahr 1894 erregte das Murnauer Denkmal zu Ehren von Ludwig II. erhebliches Aufsehen. Hautmann hatte eine 2 m hohe Porträtbüste des Königs geschaffen, die an der Kohlgruber Straße in Murnau aufgestellt wurde.
Hautmann war Mitglied des Münchner Vereins für Christliche Kunst. Er wohnte zeitlebens in München.
Johann Hautmann starb 1903 im Alter von 82 Jahren in München.

## Grabstätte

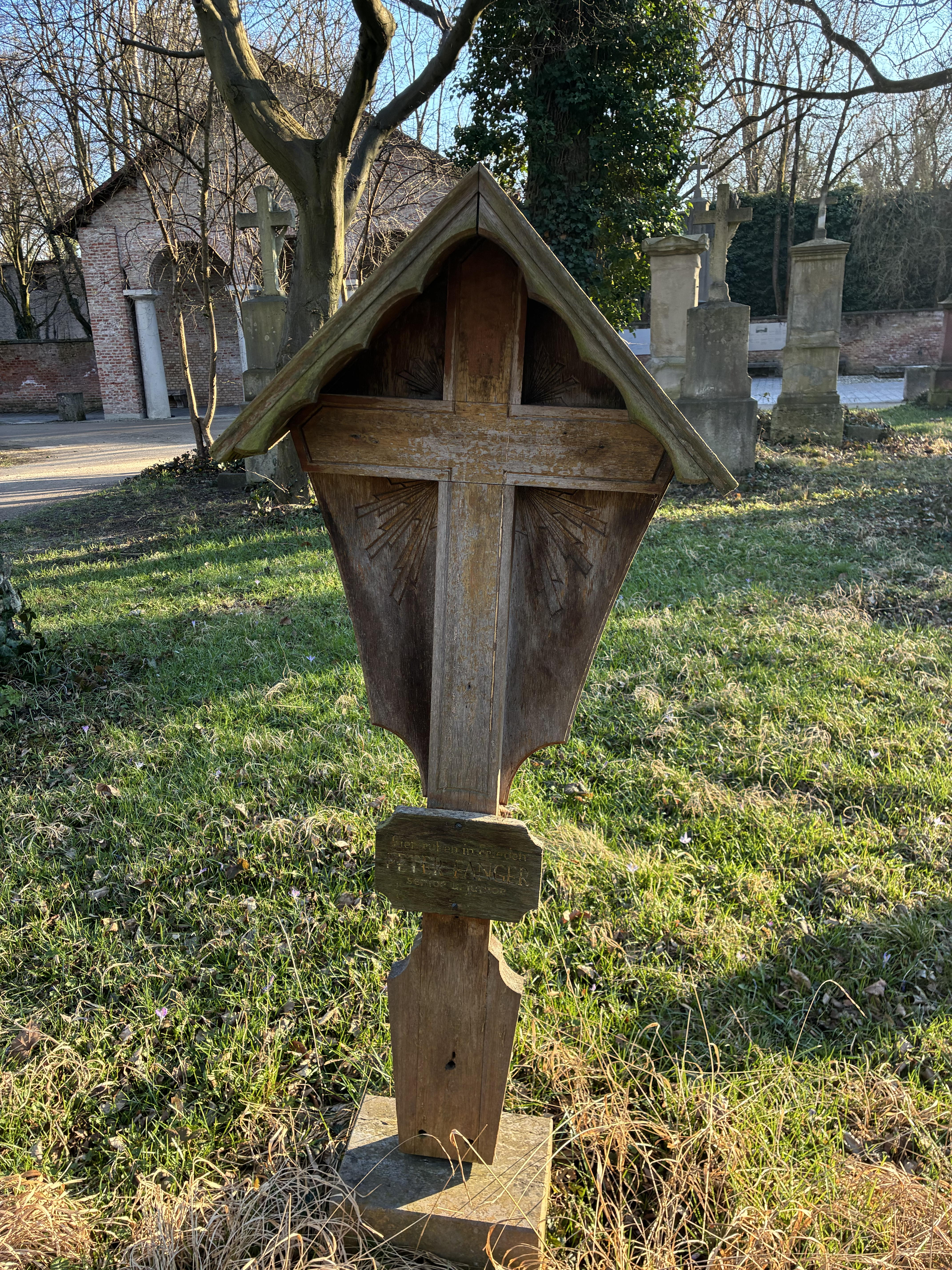
Grab von Johann Hautmann auf dem Alten Südlichen Friedhof in München

Die Grabstätte von Johann Hautmann befindet sich auf dem Alten Südlichen Friedhof in München (Gräberfeld 23 – Reihe 6 – Platz 3/4) Standort. Auch wenn auf dem Grabschild steht: Hier ruhen in Frieden, Peter Fanger, senior u. junior, weist das Grabbuch Johann Nepomuk Hautmann ebenfalls für diese Grabstätte aus.

## Werke
- 1859: Marmorstatue der Jungfrau Maria
- 1867: Porträtbüste der Herzogin Sophie in Bayern
- 1873–1877: 17 allegorische Skulpturen im Schlosspark Linderhof
- 1877: Figur im Venustempel im Schlosspark Linderhof

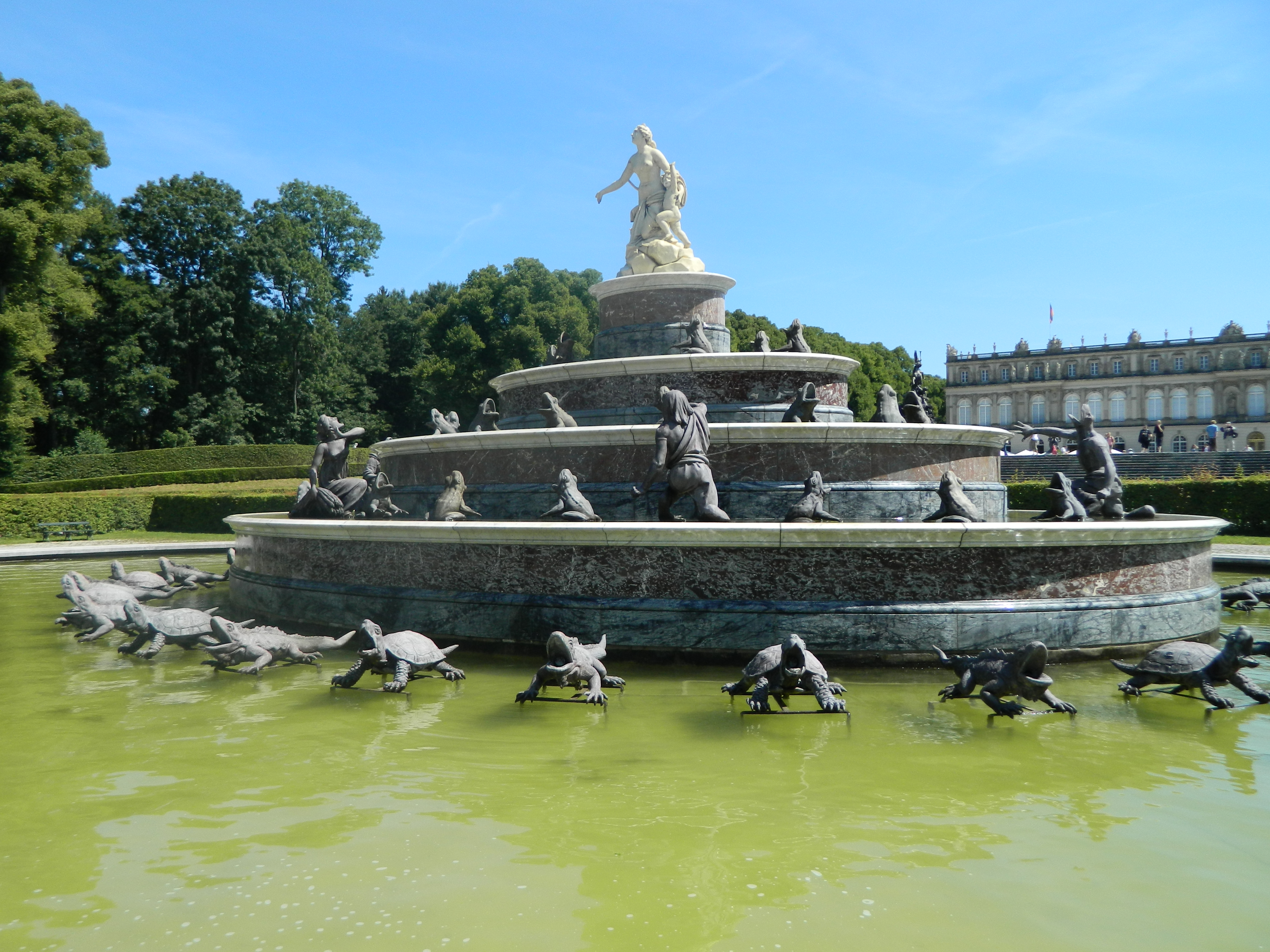
Latonabrunnen im Park des Neuen Schlosses Herrenchiemsee

- 1883: Latona-Brunnen auf Schloss Herrenchiemsee
- 1885–1886: Jagdtiergruppe vor dem Schloss Herrenchiemsee
- 1885–1886: Dianaskulptur vor dem Schloss Herrenchiemsee
- 1886: Totenmaske Ludwigs II.
- 1894: Denkmal für Ludwig II. in Murnau